# Mohamud Muse Hersi
Mohamud Muse Hersi (zm. 8 lutego 2017 w Zjednoczonych Emiratach Arabskich) – prezydent Puntlandu od 8 stycznia 2005 do 8 stycznia 2009.
Muse Hersi służył w armii w czasie rządów w Somalii Siada Barre. Pełnił także funkcję lokalnego i krajowego gubernatora w północnych prowincjach Somalii przed wybuchem wojny domowej w tym kraju. Od połowy lat 70. do początku lat 80. był attaché wojskowym w Chinach. Następnie został przeniesiony do Kanady, gdzie przebywał do 2004.
8 stycznia 2005 został wybrany przez parlament prezydentem Puntlandu. Kadencja prezydenta trwała cztery lata. Muse Hersi zyskał sobie przydomek Adde.